# Xiphocentron albolineatum
Xiphocentron albolineatum är en nattsländeart som beskrevs av Oliver S. Flint Jr. 1968. Xiphocentron albolineatum ingår i släktet Xiphocentron och familjen Xiphocentronidae. Inga underarter finns listade i Catalogue of Life.